# Faun (mythisch wezen)

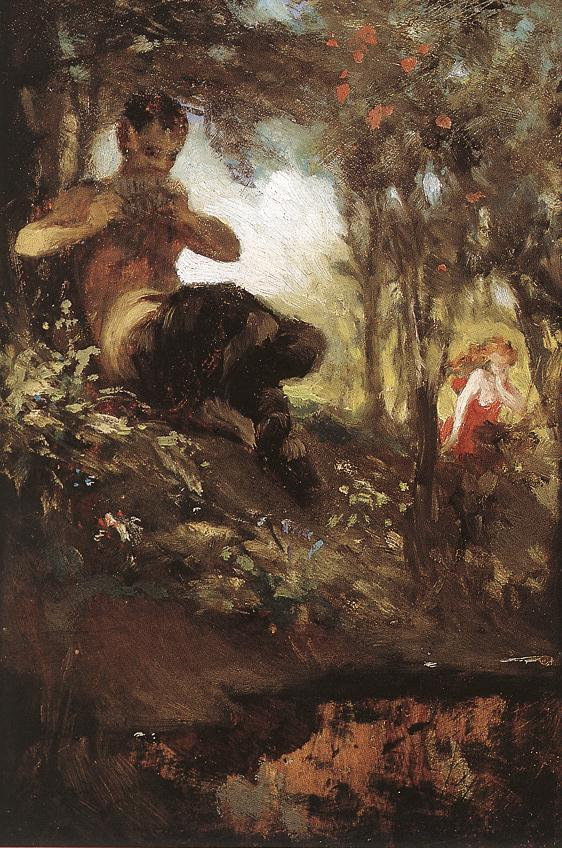
Een faun met zijn panfluit door de Hongaarse schilder Pál Szinyei Merse

Een faun is een mythologisch wezen. Het was een god uit de Romeinse sagenleer. Later werd de faun vaak als bosgod voorgesteld.
Een faun heeft (vaak, maar niet altijd) het onderlichaam van een bok, met gespleten hoeven, en het bovenlichaam van een mens. Hij heeft hoorns op zijn hoofd en wordt vaak afgebeeld met een panfluit. In de middeleeuwen werd de faun gezien als een duivel, de bokkenpoten waren het herkenningsteken ervan.
Een faun moet niet worden verward met een sater (satyr) of een centaur. Een faun is vriendelijker, behulpzamer, menselijker; een sater is dierlijker en wellustiger. Een centaur heeft het onderlichaam van een paard. Bovendien heeft een centaur vier paardenbenen en met de menselijke armen dus zes ledematen.

## De faun in literatuur
- The Chronicles of Narnia of in Nederlandse vertaling: De Kronieken van Narnia.

## De faun in films
- El laberinto del fauno (Het doolhof van de faun); incorrect in het Engels vertaald als Pan's Labyrinth
- The Chronicles of Narnia: The Lion, the Witch and the Wardrobe (2005)
- The Chronicles of Narnia: Prince Caspian (2008)

## De faun in muziek
- De Franse componist Claude Debussy schreef een orkestwerk waarin een ontwakende faun centraal staat: Prélude à l'après-midi d'un faune.